# Тяньцзиньский виадук
Тяньцзи́ньский виадук (Ланфан-Цинсяньский виадук) является третьим по длине мостом в мире. Возведён как часть Пекин—Шанхайской высокоскоростной железной дороги между городским округом Ланфан и городским уездом Цинсянь. Строительство началось в 2008 году и по завершении, в 2010 году, его длина составила 113 700 метров, открытие моста состоялось в июне 2011 года.